# 七重奏曲 (ブルッフ)
七重奏曲（ななじゅうそうきょく）変ホ長調は、マックス・ブルッフがヨハン・ヴォルフガング・フォン・ゲーテの生誕100年に当たる1849年8月28日を記念して作曲した室内楽曲である。11歳のときの作品であり遺作のまま残されたが、ブルッフの長男マックス・フェリクス（Max Felix Bruch）の妻ガートルード（Gertrude Bruch）の遺品から1968年に発見され、出版された。ルートヴィヒ・ヴァン・ベートーヴェンの七重奏曲やフランツ・シューベルトの八重奏曲に着想を得て書かれたが、ブルッフ独自の創意をすでに見ることができ少年の作品とは思えない成熟を見せている。

## 楽器編成
クラリネット、ホルン、ファゴット、ヴァイオリン2、チェロ、コントラバス

## 楽曲構成
- 第1楽章 Andante maestoso　‐　Allegro con brio　
変ホ長調、4/4拍子－3/4拍子。ソナタ形式。ゆるやかな序奏に始まり、ヴァイオリンのカデンツァを挟んで落ち着いた足取りの主部が続く。第一主題はヴァイオリンに、第二主題はチェロに提示される。
- 第2楽章 Adagio 
ハ短調、3/8拍子。三部形式。ヴァイオリンが憂いを帯びた旋律を歌う。所々に劇的な表現が見られる。
- 第3楽章 Scherzo Allegro ‐ Trio. Un poco meno allegro　
変ホ長調、3/4拍子－変イ長調。ベートーヴェンの七重奏曲第5楽章を参考にしたと考えられる快活なスケルツォ。トリオはテンポを落としメヌエット風の舞曲となる。
- 第4楽章 Largo‐Allegro vivace 
変ホ長調、4/4拍子。ソナタ形式。調性が変転する序奏では主題が予示され、ヴァイオリンの奏する第一主題で快活な主部が始まる。展開部はAllegro ordinarioと指示され、トッカータ風の楽想が見られる。ヴァイオリンのカデンツァを挟んで提示部が再現され、プレストのコーダで華々しく終わる。